# 蛋白质合成抑制剂

mRNA翻译的简化示意图

蛋白质合成抑制剂，是通过扰乱直接导致新的蛋白质生成过程来阻止或减缓细胞生长或增殖之物质。
虽然对该定义的广泛解释可用于描述几乎所有抗生素，但在实践中，它通常是指在核糖体水平起作用的物质（核糖体本身或翻译因子），利用主要差异存在于原核的和真核的核糖体结构之间。

## 机制
通常，蛋白质合成抑制剂在原核mRNA翻译成蛋白质的不同阶段起作用，如起始，延伸（包括氨酰tRNA进入，校对，肽基转移酶和核糖体易位）和终止。

## 结合位点
以下抗生素与核糖体的30S亚基结合：
- 氨基糖苷类抗生素[3]
- 四环素[3]

以下抗生素与50S核糖体亚基结合：
- 氯霉素[3]
- 红霉素[3]
- 克林霉素[3]
- 利奈唑胺[3]（是一种恶唑烷酮Oxazolidinone）
- 泰利霉素（英语：Telithromycin）[3]
- 链阳性菌素（英语：Streptogramins）[3]
- 瑞他莫林（英语：Retapamulin）